# EC VSV
EC Villacher SV (celým názvem: Eishockeyclub Villacher Sportverein) je rakouský klub ledního hokeje, který sídlí ve Villachu ve spolkové zemi Korutany. Založen byl v roce 1923 a patří tak k nejstarším dosud aktivním klubům ledního hokeje v Rakousku. Za svoji historii získal klub celkem šest titulů mistra Rakouska. Poslední titul se datuje do sezóny 2005/06. Klubové barvy jsou modrá a bílá.
Své domácí zápasy odehrává v Stadthalle Villach s kapacitou 4 600 diváků.

## Historické názvy
Zdroj:
- 1923 – EC Villacher SV (Eishockeyclub Villacher Sportverein)
- 1992 – EC BIC VSV (Eishockeyclub BIC Villacher Sportverein)
- 1993 – EC Villas VSV (Eishockeyclub Villas Villacher Sportverein)
- 1999 – EC Heraklith VSV (Eishockeyclub Heraklith Villacher Sportverein)
- 2005 – EC Pasut VSV (Eishockeyclub Pasut Villacher Sportverein)
- 2007 – EC VSV (Eishockeyclub Villacher Sportverein)
- 2010 – EC REKORD-Fenster VSV (Eishockeyclub REKORD-Fenster Villacher Sportverein)
- 2012 – EC VSV (Eishockeyclub Villacher Sportverein)
- 2018 – EC Panaceo VSV (Eishockeyclub Panaceo Villacher Sportverein)

## Získané trofeje

### Vyhrané domácí soutěže
- Rakouský mistr v ledním hokeji ( 6× )
  - 1980/81, 1991/92, 1992/93, 1998/99, 2001/02, 2005/06

### Vyhrané mezinárodní soutěže
- Erste Bank Eishockey Liga ( 1× )
  - 2005/06

## Přehled ligové účasti
Zdroj:
- 1958–1963: Österreichische Eishockey-Liga (1. ligová úroveň v Rakousku)
- 1970–1975: Eishockey-Oberliga (2. ligová úroveň v Rakousku)
- 1975–1977: Eishockey-Nationalliga (2. ligová úroveň v Rakousku)
- 1977–2003: Österreichische Eishockey-Liga (1. ligová úroveň v Rakousku)
- 2003–2006: Erste Bank Eishockey Liga (1. ligová úroveň v Rakousku)
- 2006– : Erste Bank Eishockey Liga (1. ligová úroveň v Rakousku / mezinárodní soutěž)

| Rakousko (2003 – ) |                   |                  |                                                                                               |                                                                                               |                                                                                               |
| Sezóny             | Soutěž            | ZČ               | Play-off, nadstavba, sk. o udržení...                                                         | Poznámky                                                                                      |                                                                                               |
| 2003/04            | EBEL              | Bronzová medaile | Finále Prohra s EC KAC 2 : 3                                                                  |                                                                                               |                                                                                               |
| 2004/05            | EBEL              | Stříbrná medaile | Semifinále Prohra s Vienna Capitals 0 : 3                                                     |                                                                                               |                                                                                               |
| 2005/06            | EBEL              | Stříbrná medaile | Finále Výhra s EC Red Bull Salzburg 4 : 2                                                     |                                                                                               |                                                                                               |
| 2006/07            | EBEL              | Stříbrná medaile | Finále Prohra s EC Red Bull Salzburg 3 : 4                                                    |                                                                                               |                                                                                               |
| 2007/08            | EBEL              | 6. místo         | Čtvrtfinále Prohra s EC Red Bull Salzburg 2 : 3                                               |                                                                                               |                                                                                               |
| 2008/09            | EBEL              | 4. místo         | Čtvrtfinále Prohra s EHC Black Wings Linz 2 : 4                                               |                                                                                               |                                                                                               |
| 2009/10            | EBEL              | 5. místo         | Čtvrtfinále Prohra s EHC Black Wings Linz 1 : 4                                               |                                                                                               |                                                                                               |
| 2010/11            | EBEL              | 4. místo         | Semifinále Prohra s EC KAC 1 : 4                                                              |                                                                                               |                                                                                               |
| 2011/12            | EBEL              | 7. místo         | Ne                                                                                            |                                                                                               |                                                                                               |
| 2012/13            | EBEL              | 4. místo         | Čtvrtfinále Prohra s EHC Black Wings Linz 3 : 4                                               |                                                                                               |                                                                                               |
| 2013/14            | EBEL              | 6. místo         | Semifinále Prohra s HC Bolzano 1 : 3                                                          |                                                                                               |                                                                                               |
| 2014/15            | EBEL              | Bronzová medaile | Čtvrtfinále Prohra s EC Red Bull Salzburg 1 : 4                                               |                                                                                               |                                                                                               |
| 2015/16            | EBEL              | 7. místo         | Semifinále Prohra s EC Red Bull Salzburg 2 : 4                                                |                                                                                               |                                                                                               |
| 2016/17            | EBEL              | 7. místo         | Ne                                                                                            |                                                                                               |                                                                                               |
| 2017/18            | EBEL              | 11. místo        | Ne                                                                                            |                                                                                               |                                                                                               |
| 2018/19            | EBEL              | 11. místo        | Ne                                                                                            |                                                                                               |                                                                                               |
| 2019/20            | ICE Hockey League | 6. místo         | Ročník zrušen po odehrání základní části a nadstavby z důvodu epidemie koronaviru SARS-CoV-2. | Ročník zrušen po odehrání základní části a nadstavby z důvodu epidemie koronaviru SARS-CoV-2. | Ročník zrušen po odehrání základní části a nadstavby z důvodu epidemie koronaviru SARS-CoV-2. |
| 2020/21            | ICE Hockey League | 10. místo        | Čtvrtfinále Prohra s EC KAC 1 : 4                                                             |                                                                                               |                                                                                               |
| 2021/22            | ICE Hockey League | Stříbrná medaile | Semifinále Prohra s Alba Volán Székesfehérvár 1 : 4                                           |                                                                                               |                                                                                               |
| 2022/23            | ICE Hockey League |                  |                                                                                               |                                                                                               |                                                                                               |

## Účast v mezinárodních pohárech
Zdroj:
Legenda: SP – Spenglerův pohár, EHP – Evropský hokejový pohár, EHL – Evropská hokejová liga, SSix – Super six, IIHFSup – IIHF Superpohár, VC – Victoria Cup, HLMI – Hokejová liga mistrů IIHF, ET – European Trophy, HLM – Hokejová liga mistrů, KP – Kontinentální pohár
- EHP 1981/1982 – 1. kolo
- EHP 1992/1993 – Semifinálová skupina J (4. místo)
- EHP 1993/1994 – Základní skupina C (3. místo)
- EHL 1999/2000 – Základní skupina A (3. místo)
- KP 2000/2001 – 1. kolo, sk. F (4. místo)
- KP 2002/2003 – 2. kolo, sk. L (4. místo)
- HLM 2014/2015 – Základní skupina C (3. místo)